# Boško Obradović
Boško Obradović, cyr. Бошко Обрадовић (ur. 23 sierpnia 1976 w m. Vranići) – serbski polityk, parlamentarzysta, lider ugrupowania Dveri.

## Życiorys
Ukończył w 2002 studia na wydziale filologicznym Uniwersytecie w Belgradzie, specjalizując się w literaturze serbskiej. Przez kilka lat pracował jako bibliotekarz.
W 1999 współtworzył ruch polityczno-społeczny Dveri zorganizowany wokół studenckiego pisma „Dveri srpske”. Został etatowym pracownikiem tej organizacji. W 2015, po jej przekształceniu w partię polityczną, objął funkcję przewodniczącego tego ugrupowania. W wyborach w 2016 uzyskał mandat posła do Zgromadzenia Narodowego Republiki Serbii, który wykonywał do 2020. W 2017 wystartował w wyborach prezydenckich, uzyskując w pierwszej turze 2,3% głosów.
W 2022 po raz drugi kandydował w wyborach prezydenckich, otrzymując w pierwszej turze 4,5% głosów. W wyborach parlamentarnych w tym samym roku był liderem listy wyborczej bloku tworzonego przez Dveri; w wyniku głosowania ponownie uzyskał mandat deputowanego. W kolejnych wyborach w 2023 jego ugrupowanie nie uzyskało poselskiej reprezentacji; w grudniu tegoż roku Boško Obradović ustąpił z funkcji jego lidera.